# 李绛
李絳（764年—830年3月8日），字深之。趙郡贊皇人。唐朝官员。
李絳是進士出身，授秘書省校書郎。元和二年（807年），授翰林學士。為人正直，直言敢諫，唐憲宗稱“疾風知勁草，卿當之矣。”貞元末年，拜監察御史，曾言：“天后朝命官猥多，當時有車載斗量之語。及開元中，致朝廷赫赫有名望事蹟者，多是天后所進之人。”元和四年（809年），長江氾濫成災，李絳奏請免稅。元和中期，充翰林學士，改中書舍人，不久又拜中書侍郎。
元和九年（814年）罷相，以足疾辭位，為禮部尚書。出爲河中觀察使，後改兖海節度使。寶曆初年，入爲尚書左僕射。李絳好直言，李逢吉惡之，罷爲太子少師。文宗即位，又任太常卿。太和三年（829年），爲山南西道節度使，累封赵郡公。当年冬，南蠻入寇，李絳從本道募兵赴援，及至中路，蠻軍已退。
太和四年二月十日（830年3月8日），李绛将募兵遣散。监军使楊叔元與李絳有怨，见李绛只发给募兵麦子，就故意以赏赐太少激怒他们，于是兵士皆怒，鼓噪而入，劫走府库兵器围攻节度使衙门。李绛方与幕僚宴会，闻乱出逃北门城墙，牙将王景延力战而死。李绛不肯缒绳出城，被乱兵所杀，时年六十七。从事赵存约、觀察判官薛齐也一起被杀。谏议大夫孔敏行揭發杨叔元之惡行，楊被流放康州。唐朝政府追赠李绛为司徒，谥曰贞。編有《君臣成敗》15卷，後人輯有《李相国谈事集》。
外甥夏侯孜。

## 家世
出身赵郡李氏。
- 七代祖：李希骞，仕北魏为黄门侍郎。
- 六代祖：李仲卿，仕北周为阁内谘议。
- 五代祖：李文正，仕隋为洺州平恩县令。
- 高祖：李晋客，唐初为司农少卿。
- 曾祖：李贞，开元年间为京兆府士曹参军、万年令[3]
- 祖：李岗，谯郡永城县令，赠吏部侍郎。
- 父：李元善，贞元初年為襄州錄事參軍。累赠司空。妻崔氏，衡州刺史博陵崔殷之女[3]。
- 兄：李经，金州刺史[4]。
- 姊妹：李氏766—853，唐库部郎中夏侯审之妻，宰相夏侯孜之母[3]。
- 妻：燕国太夫人卢氏，门下省城门郎卢渚女，太和五年（831年）卒。

## 子孙
- 李璆（800年—841年10月27日），河南府司錄參軍，娶同州录事参军卢佐女[5]
  - 李隱，字巖士，右神武军録事参军[5]
  - 李氏，嫁宋州砀山尉崔铦[5]
  - 李氏，嫁前明经卢获[5]
- 李頊（805年—848年7月10日），字温，846年—848年任衢州刺史、赞皇县子[6]。先娶卢伯卿女[7]，后又娶范阳卢氏女，两妻皆先卒。有妾章四娘[8]。
  - 李軒，字德輿
  - 李轂，字致之，小名社儿
  - 李軫，字輝之，小名菊儿
  - 李氏，原配卢氏所出
  - 李官儿
- 李璋，字重禮，宣歙觀察使。妻卢氏（821年—861年），卢匡伯女
  - 李讜兒，左庶子
  - 李殷（849年—877年8月26日），字道广，次女，卢氏所出，咸通九年嫁清河崔滂
  - 李陲，次子，奉义郎行河南府永宁县尉
  - 李慎微
  - 李德鄰，字朋言
  - 李少微
  - 李德休，字表逸，相如令，娶郑畋女
  - 李道扶，卢氏所生，先卢氏卒，终河南府兵曹
  - 李升，卢氏所生，进士
  - 李令儿（843年—860年），卢氏所生
  - 李氏（847年后生），卢氏所生
  - 卢氏所生四子，卢氏去世时尚幼，未详是否与上述诸子重合。

## 延伸阅读
[在维基数据编辑]
 在维基文库阅读此作者作品
 《舊唐書/卷164》，出自刘昫《舊唐書》
 《新唐書/卷152》，出自《新唐書》